# 塚本泰史
塚本 泰史（つかもと たいし、1985年7月4日 - ）は、埼玉県出身の元プロサッカー選手。ポジションはDF。

## 来歴
小学生時代は戸塚フットボールクラブジュニアでプレーし、1998年に柏レイソルのU-15チームに入団。同期入団のチームメートに菅沼実、カレン・ロバート、石川直樹らがいる。中学校卒業後は埼玉県立浦和東高等学校に進学し、同高校のサッカー部でプレーした。
高校卒業後、駒澤大学へ進みサッカー部に入部。関東大学サッカーリーグ戦の他、全日本大学サッカー選手権大会に出場し、2005年と2006年度の2回優勝を経験した。4年次の2008年度には、関東大学リーグでアシスト王となり、ベストイレブンにも選出された。高校・大学の同期に菊地光将がいる。
2007年12月、大宮アルディージャへの入団内定が発表され、翌2008年に入団した。同年度はリーグ戦6試合に出場した。加入2年目の2009年度より右サイドバックの位置でレギュラーとしてプレーするようになり、21試合に出場して2得点を挙げた。
2010年2月、右大腿骨骨肉腫に罹患しており、3月に手術を受ける予定である事、同年度は治療およびリハビリに専念する事、また選手登録については2010年度シーズン終了までは継続される事が発表された。3月10日、東京都内の病院にて腫瘍の切除および人工関節への置換手術を受けた。
2011年1月18日、大宮との契約更新と、回復程度によりJリーグへの選手登録が行われる予定である旨が発表された。結局、選手登録はされず、12月2日、早期復帰は困難として来期の選手契約を結ばないことが発表された（リハビリについては引き続きサポート）。
2012年1月25日、大宮アルディージャのアンバサダーに就任すると発表され、リハビリと並行しながら活動する事となった。
また自身の希望で、高校・大学のチームメイトでこの年川崎から大宮に移籍した菊地光将が、自身の背番号2を受け継いだ。
2012年2月26日、東京マラソンでフルマラソンを6時間35分57秒で完走した。
2018年9月24日、チームの25周年を記念し行われた大宮アルディージャのOBと浦和レッズのOBが対戦し、公表から8年でピッチに復帰した。。

## 所属クラブ
- 戸塚FC
- 1998年 - 2000年 柏レイソルU-15（川口市立神明中学校）
- 2001年 - 2003年 埼玉県立浦和東高等学校
- 2004年 - 2007年 駒澤大学
- 2008年 - 2010年 大宮アルディージャ

## 個人成績
| 国内大会個人成績 | 国内大会個人成績 | 国内大会個人成績 | 国内大会個人成績 | 国内大会個人成績 | 国内大会個人成績 | 国内大会個人成績 | 国内大会個人成績 | 国内大会個人成績 | 国内大会個人成績 | 国内大会個人成績 | 国内大会個人成績 |
| 年度             | クラブ           | 背番号           | リーグ           | リーグ戦         | リーグ戦         | リーグ杯         | リーグ杯         | オープン杯       | オープン杯       | 期間通算         | 期間通算         |
| 年度             | クラブ           | 背番号           | リーグ           | 出場             | 得点             | 出場             | 得点             | 出場             | 得点             | 出場             | 得点             |
| 日本             | 日本             | 日本             | 日本             | リーグ戦         | リーグ戦         | リーグ杯         | リーグ杯         | 天皇杯           | 天皇杯           | 期間通算         | 期間通算         |
| ---------------- | ---------------- | ---------------- | ---------------- | ---------------- | ---------------- | ---------------- | ---------------- | ---------------- | ---------------- | ---------------- | ---------------- |
| 2008             | 大宮             | 2                | J1               | 6                | 0                | 1                | 0                | 2                | 0                | 9                | 0                |
| 2009             | 大宮             | 2                | J1               | 21               | 2                | 1                | 0                | 0                | 0                | 22               | 2                |
| 2010             | 大宮             | 2                | J1               | 0                | 0                | 0                | 0                | 0                | 0                | 0                | 0                |
| 通算             | 日本             | 日本             | J1               | 27               | 2                | 2                | 0                | 2                | 0                | 31               | 2                |
| 総通算           | 総通算           | 総通算           | 総通算           | 27               | 2                | 2                | 0                | 2                | 0                | 31               | 2                |

## 出演番組
- Changeの瞬間 〜がんサバイバーストーリー〜 （2021年10月10日・17日、朝日放送ラジオ）[10]

## 脚註
1. 1 2  塚本 泰史選手 新加入のお知らせ［大宮］ J's GOAL 2007.12.13付記事
2. ↑  『JR東日本カップ 2008 関東大学サッカーリーグ戦 後期 公式プログラム』 東京都、関東大学サッカー連盟 p.87
3. ↑  塚本 泰史選手 病状検査結果について 大宮アルディージャ公式サイト 2010.2.27付ニュースリリース
4. ↑  塚本 泰史選手の手術結果について 大宮アルディージャ公式サイト 2010.3.12付ニュースリリース
5. ↑  塚本 泰史選手契約更新のお知らせ 大宮アルディージャ公式サイト 2011.1.18付ニュースリリース
6. ↑  塚本 泰史選手について 大宮アルディージャ公式サイト 2011.12.2付ニュースリリース
7. ↑  塚本泰史選手 大宮アルディージャアンバサダー就任のお知らせ 大宮アルディージャ公式サイト 2012.1.25付ニュースリリース
8. ↑  大病乗り越え、完走元Ｊリーガー、塚本泰史 MSN産経ニュース 2012.2.26付記事
9. ↑  がん公表から8年目で“復帰”　元大宮DF塚本泰史「諦めずに続けて良かった」 THE ANSWER 2018.9.25付記事
10. ↑  “ラジオ「Changeの瞬間～がんサバイバーストーリー」好評放送中 【随時更新】”.   日本対がん協会. 2023年5月7日閲覧。